# Renviken
Renviken (samiska Sarvat) är en by vid Avavikens norra strand vid Storavan. 
Renviken blev grundat som kronotorp 1861 av lappmannen Lars Mattsson. Renvikens station ligger vid Avavikens södra strand längs Inlandsbanan på sträckan Sorsele–Arvidsjaur. Då det bedrevs reguljär ångbåtstrafik på Storavan, låg ångbåtsbryggan direkt nedanför stationshuset. Stationshuset byggdes år 1929. På bangården fanns under åren 1960–1992 ett stort numera rivet plåtskjul med konserverade ånglok, som sedan skrotats eller sålts. Bergslagernas Järnvägssällskap hämtade hem BJ B3 130 och 140 meter lokhus härifrån.